# Pamela Benítez
Alexia Pamela Benítez Quijada (9 de mayo de 1991) es una nadadora de El Salvador. Fue abanderada del país en la ceremonia de apertura de los Juegos Centroamericanos y del Caribe 2010.

## Trayectoria y palmares
Obtuvo 8 medallas de oro y dos de plata en los IX Juegos Deportivos Centroamericanos en Panamá.
En los Juegos Centroamericanos y del Caribe 2010, ganó tres medallas de bronce (en los estilos libre 200, 400 y 800). 
En los Juegos Centroamericanos de 2010, fue la atleta más condecorada de El Salvador. 
Se unió al equipo de natación Southern Illinois Salukis para la temporada de primavera de 2012. Benítez ganó 12 de sus primeras 13 carreras y fue seleccionada en el primer equipo de la Conferencia del Valle de Misuri.
Benítez representó a El Salvador en los Juegos Olímpicos de Londres 2012, nadando los 800 metros estilo libre.